# Palackého most
Palackého most je silniční most přes Vltavu v Praze. Vznikl v letech 1876–1878 podle projektu Bedřicha Münzbergera a Josefa Reitera pro zpřístupnění rychle rozvíjejícího se průmyslového Smíchova. Provoz na něm byl zahájen 22. prosince 1878.
Nyní je to na území Prahy třetí nejstarší dochovaný most přes Vltavu, šestý ve směru jejího toku a z toho první, po němž je vedena tramvajová trať.

## Pojmenování
Dříve se mostu říkalo Kamenný z Podskalí na Smíchov nebo Podskalský, ale brzy dostal jméno po Františku Palackém, stejně jako navazující ulice na smíchovské straně (nynější Lidická).
- před oficiálním pojmenováním: Podskalský most (podle Podskalí, byť železný Vyšehradský železniční most byl také tak nazýván), Kamenný most na Smíchov[1][4]
- 1878–1940: Palackého most (František Palacký)
- 1940–1945: Mozartův most (Wolfgang Amadeus Mozart)
- od 1945: Palackého most

## Historie

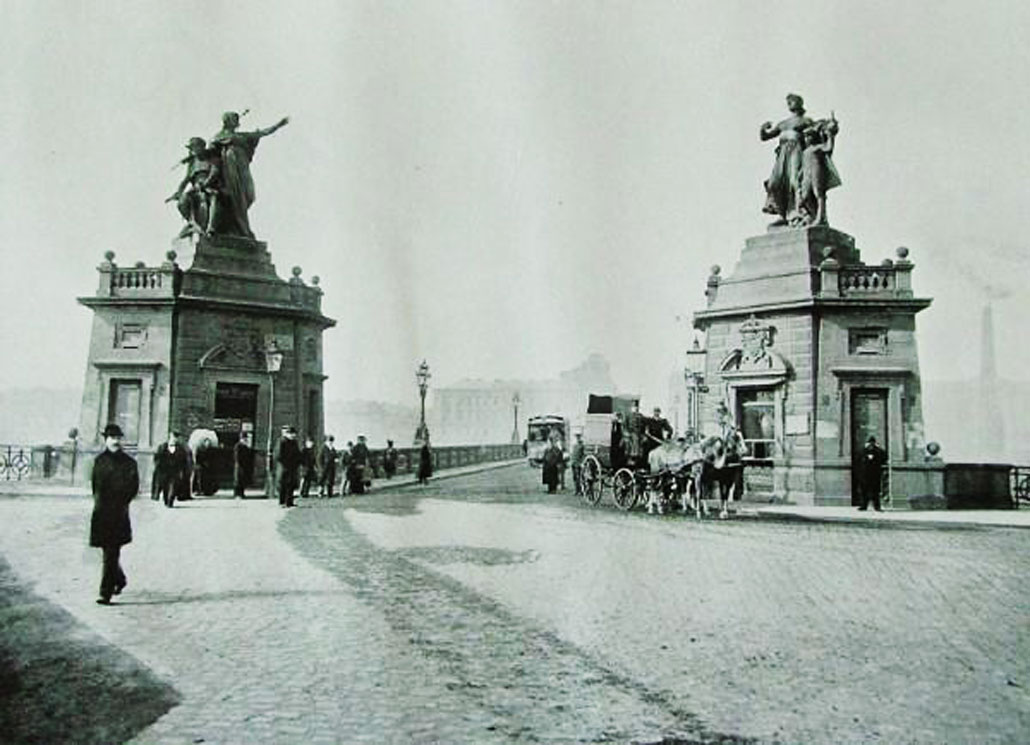
Palackého most s Myslbekovými sousošími

Počátek druhé poloviny 19. století byl obdobím průmyslového rozvoje Smíchova. Nedostatečné spojení s pravobřežní Prahou, bylo silněji vnímáno právě na Smíchově. Roku 1871 vzniklo smíchovské družstvo pro vybudování nového mostu. Začali přípravné práce. Byla stanovena trasa mostu, byla získána koncese na výběr mýtného a byly vykoupeny na obou březích potřebné pozemky. V roce 1873 se však z důvodu hospodářské krize přípravy na stavbu zcela zastavily. Praha ovšem převzala od družstva náklady a iniciativu pro pokračování stavby.
Konstrukcí mostu byl pověřen český inženýr Josef Reiter. Nejdříve navrhl železný most, který byl odmítnut ve prospěch vybudování mostu kamenného. Architektonickou podobu dal mostu Bedřich Münzberger.
Základní kámen byl položen 13. května 1876 a v témže měsíci začala vídeňská firma Bratři Kleinové, A. Schmolla a E. Gärtner se stavbou. Most byl 22. prosince 1878 otevřen pro veřejnou dopravu.
Při jeho stavbě bylo v Praze poprvé použito kesonové založení pilířů, které dodaly Ringhofferovy závody na Smíchově. Již při stavbě bylo počítáno s tím, že bude v budoucnu rozšířen. Od roku 1897 byla na strážní budky na obou koncích mostu osazena čtyři sousoší od Josefa Václava Myslbeka. Šlo o sousoší motivovaná starými českými pověstmi a Rukopisem královédvorským, čtyři dvojice postav: Ctirad a Šárka, Libuše a Přemysl, Lumír a Píseň, Záboj a Slavoj.
Od roku 1883 byla po něm jako po prvním pražském mostě vedena linka koněspřežné tramvaje. Po tomto mostě chodil v letech 1911 a 1912 Albert Einstein, když byl v Praze profesorem na německé univerzitě. Jeho cesta tudy vedla z Lesnické ulice na Smíchově, kde bydlel, do Viničné ulice č. 7.
Ke konci druhé světové války byla při leteckém náletu v únoru 1945 sousoší na mostě silně poškozena. Později byla přemístěna do Vyšehradských sadů. Zároveň v souvislosti s odstraňováním škod po bombardování došlo v letech 1950–1951 k rozšíření mostu do dnešní podoby.

## Popis

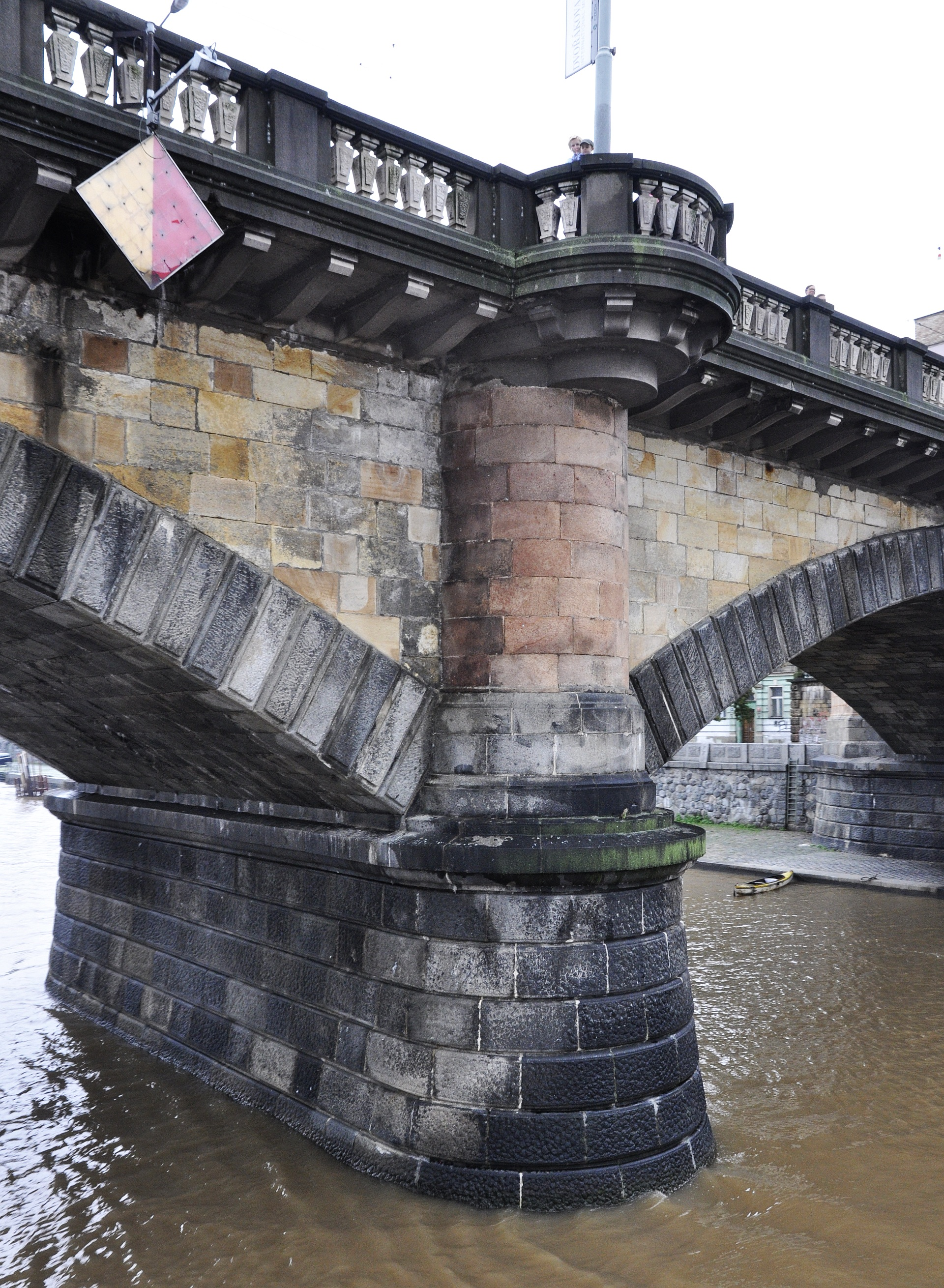
Pilíř, užití různě barevného kamene

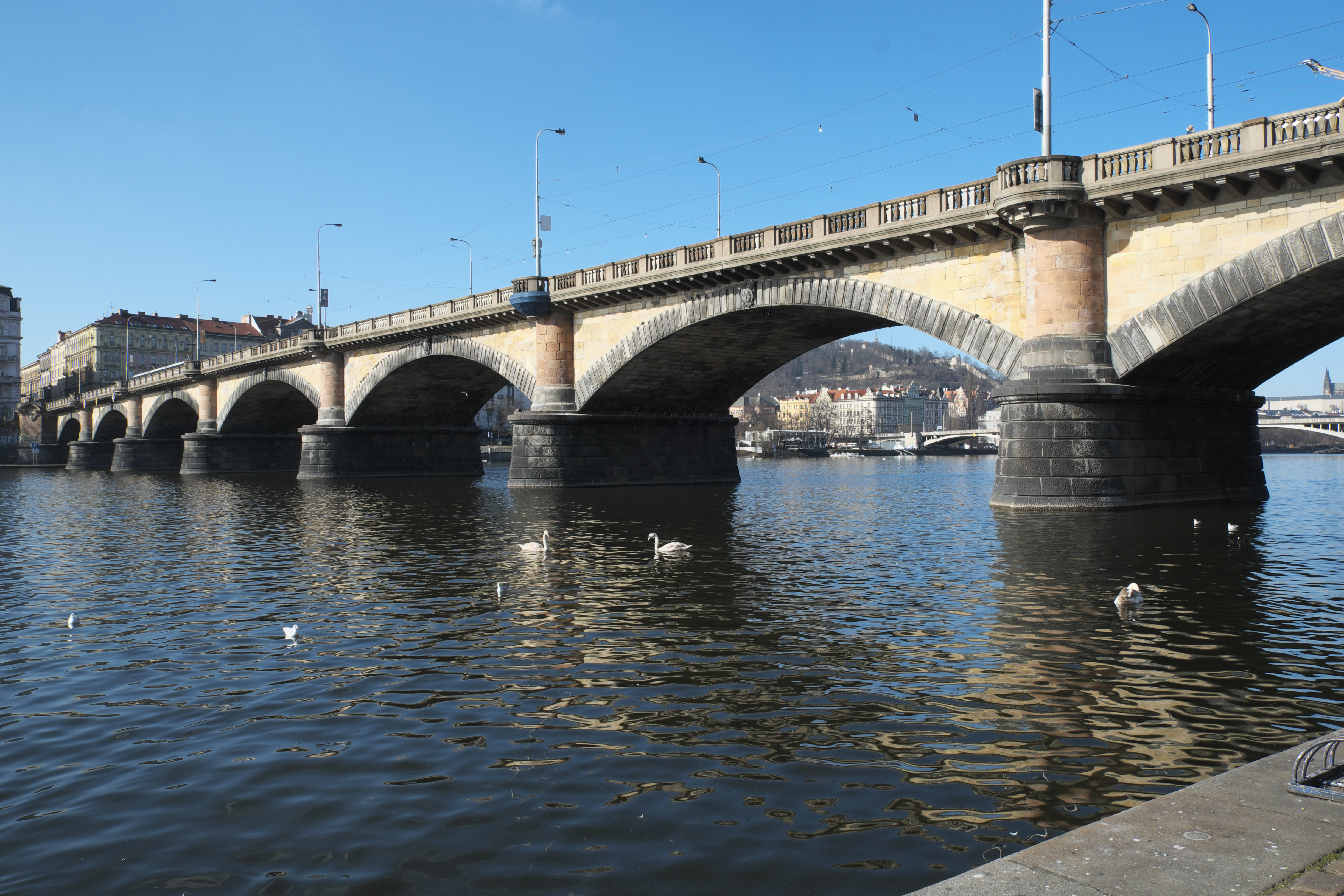
Palackého most, pohled z výtoňské náplavky

Most je kamenný a má sedm kleneb. Střední o průměru 32 m, po obou stranách pak 30,4 m, 28,8 m a u břehů 27,2 m. Po válce byl rozšířen z 7,7 m na 10,3 m pro dopravu, chodníky z 1,5 m na 1,8 m. Celkově se tedy šířka zvětšila z 10,7 na 13,9 m. Jeho délka činí 228,8 m. Po mostě vede běžná dvoukolejná tramvajová trať spojující Palackého náměstí na pravém břehu se smíchovskou křižovatkou U Anděla na levém břehu.
Zhlaví pilířů a klenbové kvádry jsou z modré žuly, zábradlí z bílého kararského mramoru a poprsní zdi z červeného pískovce. Most byl původně „barevný“ – jako nový měl prvky s národními barvami, které ale působením exhalací brzy zanikly.